# Sirens (It Dies Today)
Sirens è il secondo album in studio della band metalcore statunitense It Dies Today, uscito nel 2006.

## Tracce
1. A Constant Reminder – 3:31
2. A Port in Any Stom – 3:14
3. The Bacchanal Affair – 3:15
4. Sacred Hearth – 3:13
5. Damsel of Death – 3:04
6. Reignite the Fires – 3:30
7. Black Bile, White Lies – 3:19
8. Sirens – 4:31
9. Through Leaves, Over Bridges – 3:56
10. On the Road (To Damnation) – 2:59
11. Turn Lose the Doves – 4:17

## Formazione
- Nicholas Brooks - voce
- Chris Cappelli - chitarra solista
- Steve Lemke - chitarra ritmica
- Mike Hatalak - basso
- Nick Mirusso - batteria